# Lauthia brachypsectra
Lauthia brachypsectra är en tvåvingeart som först beskrevs av Jean-Jacques Kieffer 1904.  Lauthia brachypsectra ingår i släktet Lauthia och familjen gallmyggor.
Artens utbredningsområde är Frankrike. Inga underarter finns listade i Catalogue of Life.